# Dragana Orlandić
Dragana Orlandić (Beograd, 31. mart 1977) srpska je ekonomistkinja i menadžerka, trenutno generalna direktorka kompanije Dahlia. Prethodno je bila Country Manager za Siberian Wellness u Srbiji.
Članica je Srpske Asocijacije menadžera. Živi u Beogradu, udata je i majka dvoje dece, Borisa i Lare.

## Obrazovanje
Orlandić je diplomirala na Moskovskom državnom univerzitetu Lomonosov, na Fakultetu ekonomije. Master studije iz strateškog menadžmenta završila je na Ekonomskom fakultetu Univerziteta u Beogradu, dok je dodatnu specijalizaciju iz opšteg menadžmenta i strategije stekla na Univerzitetu Braća Karić.

## Karijera
Orlandić je karijeru započela u Komercijalnoj banci, gde je radila u sektoru plana i analize. Kasnije se pridružila kompaniji KPMG Moskva, gde je stekla značajno iskustvo u finansijskoj analizi, kontroling sistemima i poslovnoj strategiji. a potom radila u ULB Company. U periodu pre preuzimanja rukovodeće funkcije u kompaniji Dahlia, bila je zaposlena u Aleva&Flory, gde je bila odgovorna za razvoj i implementaciju prodajnih strategija za tržišta Rusije, Belorusije i Ukrajine.
Od 2019. do 2025. godine bila je Country Manager za Siberian Wellness u Srbiji, gde je nadgledala poslovanje brenda na lokalnom tržištu.
Godine 2022. Orlandić je preuzela funkciju generalne direktorke kompanije Dahlia, renomiranog proizvođača kozmetike sa tradicijom dugom 100 godina. Na poziciji CEO, odgovorna je za strategijski razvoj i poslovanje kompanije. Pod njenim vođstvom, kompanija je prošla kroz značajnu transformaciju, uključujući rebrending i lansiranje novih linija proizvoda, kao što su Botanika i Da! by Dahlia. Takođe, kompanija je obnovila svoj kultni proizvod, univerzalnu kremu Dahlia, povodom proslave jubileja.

## Spoljašnje veze
- „Intervju: Dragana Orlandić”. RYL magazin. Приступљено 13. 3. 2025.
- „Intervju: Dragana Orlandić, generalna direktorka kompanije Dahlia”. Nedeljnik. Приступљено 12. 3. 2025.
- „Verujte u sebe i svoje sposobnosti Intervju: Dragana Orlandić, izvršna direktorka kompanije Dahlia”. Nova ekonomija. Приступљено 12. 3. 2025.